# Sielec (Basses-Carpates)
Pour les articles homonymes, voir Sielec.
Sielec est une localité polonaise de la gmina d'Iwierzyce, située dans le powiat de Ropczyce-Sędziszów en voïvodie des Basses-Carpates.